# 霍尔泰默河
霍尔泰默河（德语：Holtemme）是德国萨克森-安哈特州 博德河的支流，发源自布罗肯峰东麓的哈茨山，长47-（29-英里）。     